# TVP Historia
TVP Historia là kênh truyền hình miễn phí của Ba Lan. Kênh được ra mắt vào ngày 3 tháng 5 năm 2007. Các chương trình của kênh chủ yếu về lịch sử.